# Quần đảo Gilbert
Quần đảo Gilbert (tiếng Gilbert: Tungaru; trước đây gọi là Quần đảo Kingsmill) là một chuỗi gồm 16 rạn san hô vòng và đảo san hô tại Thái Bình Dương. Đây là phần lãnh thổ chính của Cộng hòa Kiribati ("Kiribati" là tên dịch của "Gilberts") và bao gồm Tarawa, nơi đặt thủ đô của đất nước.

## Địa lý
Các rạn san hô vòng và đảo san hô của quần đảo Gilbert được bố trí theo hướng bắc-nam. Đường Xích đạo phân chia tuyến đảo thành quần đảo Bắc và Nam Gilbert. Tuy vậy, Tổ chức Thủy văn Quốc tế (IHO) coi toàn bộ quần đảo Gilbert nằm tại Nam Thái Bình Dương.
Một phương pháp phân nhóm quần đảo Gilbert là bằng cách dựa trên các khu vực hành chính trước đây, Bắc, Trung và Nam Gilbert (Tarawa từng là một đơn vị riêng biệt).
Một nhóm tại quần đảo Nam Gilbert được gọi là Nhóm Kingsmill, tên gọi này vào thế kỷ 19 từng được dùng để gọi toàn bộ quần đảo Gilbert.
Gilbert tạo thành một chuỗi núi đáy biển cùng với chuỗi Ratak của Quần đảo Marshall ở phía bắc.

### Các đảo của Gilbert
| Bắc Gilbert                    |              |        |       |         |       |        |      |     |                                      |
| Makin                          | Makin        | 6,7    | 2,6   | 0,3     | 0,1   | 2.385  | 6    | 2   | 3°23′B 173°00′Đ / 3,383°B 173°Đ      |
| Butaritari                     | Temanokunuea | 13,6   | 5,3   | 191,7   | 74,0  | 3.280  | 11   | 11  | 3°09′B 172°50′Đ / 3,15°B 172,833°Đ   |
| Marakei                        | Rawannawi    | 13,5   | 5,2   | 19,6    | 7,6   | 2.741  | 1    | 8   | 2°00′B 173°17′Đ / 2°B 173,283°Đ      |
| Abaiang                        | Tuarabu      | 16,0   | 6,2   | 232,5   | 89,8  | 5.502  | 4-20 | 18  | 1°50′B 172°57′Đ / 1,833°B 172,95°Đ   |
| Tarawa                         | Bairiki      | 31,9   | 12,3  | 343,6   | 132,7 | 45.989 | 9+   | 30  | 1°26′B 173°00′Đ / 1,433°B 173°Đ      |
| Trung Gilbert                  |              |        |       |         |       |        |      |     |                                      |
| Maiana                         | Tebwangetua  | 15,9   | 6,1   | 98,4    | 38,0  | 1.908  | 9    | 12  | 0°55′B 173°00′Đ / 0,917°B 173°Đ      |
| Abemama                        | Kariatebike  | 27,8   | 10,7  | 132,4   | 51,1  | 3.404  | 8    | 12  | 0°24′B 173°50′Đ / 0,4°B 173,833°Đ    |
| Kuria                          | Tabontebike  | 12,3   | 4,7   | —       | —     | 1.082  | 2    | 6   | 0°13′B 173°24′Đ / 0,217°B 173,4°Đ    |
| Aranuka                        | Takaeang     | 15,5   | 6,0   | 19,4    | 7,5   | 1.158  | 4    | 3   | 0°09′B 173°35′Đ / 0,15°B 173,583°Đ   |
| Nonouti 1)                     | Teuabu       | 29,2   | 11,3  | 370,4   | 143,0 | 3.179  | 12   | 9   | 0°40′N 174°20′Đ / 0,667°N 174,333°Đ  |
| Nam Gilbert                    |              |        |       |         |       |        |      |     |                                      |
| Tabiteuea 1)                   | Buariki      | 38,0   | 14,7  | 365,2   | 141,0 | 4.898  | 2+   | 18  | 1°20′N 174°50′Đ / 1,333°N 174,833°Đ  |
| Beru 1)                        | Taubukinberu | 14,7   | 5,7   | 38,9    | 15,0  | 2.169  | 1    | 9   | 1°20′N 175°59′Đ / 1,333°N 175,983°Đ  |
| Nikunau 1)                     | Rungata      | 18,2   | 7,0   | —       | —     | 1.912  | 1    | 6   | 1°21′N 176°28′Đ / 1,35°N 176,467°Đ   |
| Onotoa 1)                      | Buariki      | 13,5   | 5,2   | 54,4    | 21,0  | 1.644  | 30   | 7   | 1°52′N 175°33′Đ / 1,867°N 175,55°Đ   |
| Tamana                         | Bakaka       | 4,8    | 1,9   | —       | —     | 875    | 1    | 3   | 2°30′N 175°58′Đ / 2,5°N 175,967°Đ    |
| Arorae                         | Roreti       | 9,5    | 3,7   | —       | —     | 1.256  | 1    | 2   | 2°38′N 176°49′Đ / 2,633°N 176,817°Đ  |
| Quần đảo Gilbert               | Tarawa       | 281,10 | 108,5 | 1.866,5 | 720,7 | 83.382 | 117+ | 156 | 3°23'N to 2°38S 172°50' đến 176°49'E |
| 1) một phần của nhóm Kingsmill |              |        |       |         |       |        |      |     |                                      |

## Lịch sử
Trước khi quần đảo Gilberts được những người châu Âu khám phá, các đảo là nơi người Micronesia định cư từ vài thiên niên kỷ (ít nhất là 2.000 năm và có thể là 3.000 người). Sau khi Pedro Fernandes de Queirós khám phá nhóm Makin/Butaritari vào năm 1606, các nhà thám hiểm người Âu đầu tiên đã tìm thấy quần đảo vào năm 1788 là Thuyền trưởng Thomas Gilbert trên tàu Charlotte và Tuyền trưởng John Marshall trên tàu Scarborough. Hai người Gilbert và Marshall đã vượt qua Abemama, Kuria, Aranuka, Tarawa, Abaiang, Butaritari, và Makin song đã không đổ bộ lên bờ biển.

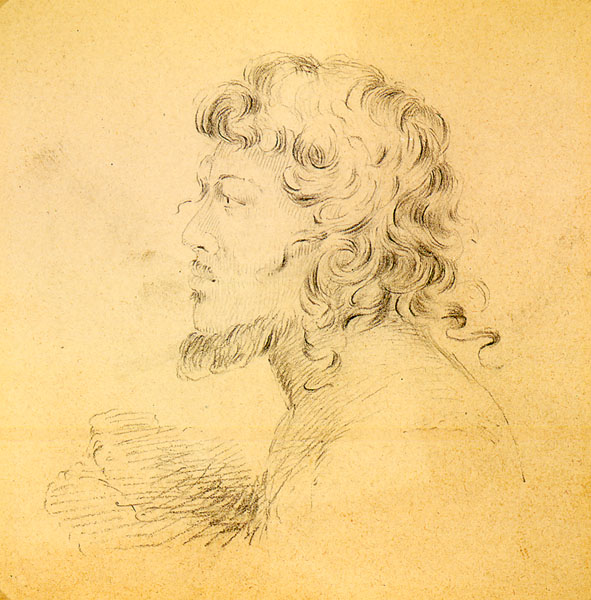
Chân dung một người bản địa tại Makin, Alfred Thomas Agate vẽ năm (1841)

Năm 1820, quần đảo được đặt tên là îles Gilbert (tiếng Pháp) bởi von Krusenstern, một đô đốc người Estonia của Czar theo tên vị thuyền trưởng Anh, Thomas Gilbert, cùng với îles Marshall láng giềng.
Hai tàu trong cuộc thám hiểm Thái Bình Dương của Hoa Kỳ, USS Peacock (1828) và USS Flying Fish (1838), dưới sự chỉ huy của thuyền trưởng Hudson, đã viếng thăm nhiều đảo trong quần đảo Gilbert (về sau gọi là quần đảo Kingsmill hay nhóm Kingsmill trong tiếng Anh). Trong khi quần đảo Gilbert đã được dành cho một khoàng thời gian đáng kể để lập bản đồ và biểu đồ các rạn san hô và nơi thả neo.
Thuyền trưởng Davis HMS Royalist (1883) vào ngày 27 tháng 5 năm 1892 đã tuyên bố quần đảo Gilbert là lãnh thổ bảo hộ của Anh. Năm 1915, Quần đảo Gilbert và Ellice trở thành một thuộc địa của Đế quốc Anh.

## Dân cư
Dân bản địa tại quần đảo Gilbert là người Micronesia, tương đồng trong nhiều khía cạnh với những người bản địa tại Marshall, Caroline, và Mariana.
Khi bùng nổ chiến tranh, khoảng 78% dân bản địa là những Kitô hữu. Bộ phận này được chia thành hai nhóm chính: Công Lý hội (43%); và Công giáo Rôma (35%). Phần còn lại phần lớn theo thuyết bất khả tri; họ không theo đức tin Kit ô giáo song lại không giữ lại đức tin truyền thống về các vị thần cổ xưa của mình.
Chế độ ăn uống của người bản địa trong thời gian này chủ yếu là cá, dừa, quả dứa dại, babai (khoai môn đầm lầy), thịt gà và thịt lợn. Nhà ở của người Âu làm việc trên các đảo đơn sơ và được xây với cả chất liệu châu Âu và bản địa và theo kiến trúc nhà gỗ một tầng.